# Problema econômico
O problema econômico (português brasileiro) ou problema económico (português europeu) é uma das teorias econômicas fundamentais na operação de qualquer economia. Ele propõe que existe uma escassez, que os recursos finitos disponíveis são insuficientes para satisfazer todos os desejos humanos. O problema então se transforma em como determinar o que será produzido e como os fatores de produção (como capital e trabalho) deverão ser alocados. A economia gira em torno de métodos e possibilidades de resolver o problema econômico.
O problema econômico é explicado de forma mais simples pela pergunta "Como satisfazemos desejos ilimitados com recursos limitados?" A premissa do modelo do problema econômico é que os desejos humanos são constantes e infinitos devido à demanda em constante mudança (muitas vezes relacionada a mudanças demográficas) da população. No entanto, os recursos para satisfazer os desejos humanos são sempre limitados pela quantidade de recursos naturais ou humanos disponíveis. O problema econômico, e os métodos para resolvê-lo, giram em torno da ideia da escolha em dar prioridades a que desejos serão satisfeitos.

## Conceitos no problema econômico

### Desejo
Enquanto as necessidades básicas para a sobrevivência humana (comida, água, abrigo, saúde e educação) são importantes no funcionamento da economia, os desejos humanos são a força que dá forma à demanda por bens e serviços. Para restringir o problema econômico, economistas devem classificar a natureza e os diferentes desejos dos consumidores, assim como priorizá-los e organizar a produção para satisfazer o maior número de desejos possíveis.
Uma das suposições feitas na economia e pelos métodos que tentam resolver o problema econômico é que humanos são de maneira geral gananciosos, e assim o mercado deve produzir o máximo possível para satisfazê-los. Esses desejos são frequentemente classificados em desejos individuais (que dependem das preferências e da paridade de poder de compra do indivíduo) e desejos coletivos (aqueles de comunidades inteiras). Coisas como comida e roupas podem ser classificadas tanto como desejos quanto como necessidades, dependendo do tipo do bem e com que frequência ele é consumido.

### Escolha
O problema econômico resolve fundamentalmente em torno da ideia de escolha. Devido à escassez dos recursos disponíveis, as empresas devem determinar o que produzir primeiro para satisfazer à demanda. Os consumidores são obviamente a maior influência nessa escolha, uma vez que os bens que desejam devem se encaixar nos seus orçamentos e paridade do poder de compra.